# Glavna cesta 104
Die Glavna cesta 104 (slowenisch für Hauptstraße 104) ist eine Hauptstraße zweiter Klasse in Slowenien.

## Verlauf
Die Straße verläuft von Kranj (deutsch: Krainburg) am Flughafen Aerodrom Ljubljana vorbei nach Mengeš und Trzin und von dort auf der Trasse der ehemaligen Glavna cesta 10 bis zu der die Landeshauptstadt Ljubljana (deutsch: Laibach) nördlich umgehenden Schnellstraße Hitra cesta H3.
Die Länge der Straße beträgt 31,6 km.